# 石江
石江（いしえ）は青森市の地名。石江一丁目から石江五丁目までが設置されている。また、大字石江がある。郵便番号038-0003。

## 地理
石江は、青森市市街地西部にあり、沖館川と新城川の間の、青森湾からやや内陸に入った場所に位置する。東は富田、西滝、南は三内、西は新城、北は三好・大字新田と接する。地域のほとんどが住宅地となっている。

## 交通

### 鉄道
- 新青森駅 - 東北新幹線・奥羽本線

### 道路
- 国道7号青森西バイパス
- 青森県道247号鶴ケ坂千刈線

### バス
大半は、青森県道247号鶴ケ坂千刈線を経由する。一部が国道7号青森西バイパスを経由する。

## 歴史
藩政時代は、石神（いしかみ）村と呼ばれていた。元々は稲作・畑作中心の農村であった。
枝村に相野（あいの）があった。場所は大字石江の東部であるという。現在でもその名は富田地区（旧石江字富田）の一部に通称地名として残る。
- 1871年（明治4年）- 石神村を経由して、新城と青森をほぼ直線でつなぐ道路が完成した。この新道は、青森と弘前をつなぐ幹線道路の一部となった。現在の青森県道鶴ヶ坂千刈線に相当する。同年、新道の沿道に江渡（えど）村が成立した。
- 1875年（明治8年）- 石神村と江渡村が合併し、石江村となった。小字は、江渡・平山・高間・富田・岡部・三好。
- 1889年（明治22年）- 周辺の村とともに、新城村に合併。大字石江となる。
- 1909年（明治42年） - 字 平山の南部に、北部保養院が設置された。後の国立療養所松丘保養園である。
- 1955年（昭和30年） - 新城村の青森市への合併に伴い、石江は青森市の大字となる。
- 1972年（昭和47年）- 国道7号青森西バイパスが大字石江を通過して開通。
- その後、一部が、富田一～五丁目・三好一～三丁目となる。
- 2018年（平成30年）6月30日 - 一部が石江一～五丁目となった。[2]

| 石江一丁目 | 石江字高間の一部、新田字忍の一部                     |
| 石江二丁目 | 石江字高間の一部                                     |
| 石江三丁目 | 石江字高間の一部、新城字平岡の一部                   |
| 石江四丁目 | 石江字高間の一部、新城字平岡の一部、新田字忍の一部   |
| 石江五丁目 | 石江字高間の一部、新城字福田の一部、新城字平岡の一部 |

## 施設
- 青森県視覚障害者情報センター
- 青森県 中央児童相談所
- 青森県立あすなろ療育福祉センター
- 青森県立青森第一養護学校
- 青森農業協同組合あすなろ支店
- 青森新都市病院